# タリス銃乱射事件
タリス銃乱射事件（タリスじゅうらんしゃじけん）とは、2015年8月21日に発生した、高速鉄道タリス車内でイスラーム過激派の男が銃を乱射した事件。

## 概要

タリス鉄道路線図

2015年8月21日、乗客554名を乗せたアムステルダム発パリ行きの高速鉄道タリス車内でトイレに入ろうとしたフランス人の乗客がトイレ内で自動小銃AK-47の装填音に気づき、出てきたところを取り押さえようとしたところ、男が自動小銃を発砲した。このときフランス系アメリカ人の乗客が被弾し重傷を負った。発砲が起きると乗務員は客室の通路を走って乗務員室に逃げ込み鍵をかけた。乗客達が乗務員室の扉をたたき開けるよう求めても乗務員は扉を開かなかった。
しかし、乗客のアメリカ軍人2名と、アメリカ人大学生、フランス在住イギリス人ビジネスマンの男性がテロリストを取り押さえ、制圧に成功した。アメリカ空軍軍曹は犯人にカッターナイフで切り付けられ、首と手を負傷した。犯人を取り押さえたアメリカ人3名は友人であり、幼馴染でもあった。オレゴン州軍特技兵が、アフガニスタン駐留から帰国したのを祝っての旅行のため3名はタリスに乗車していた。犯人はシリアへの渡航歴もあるイスラーム過激派の26歳のモロッコ国籍の男で事件前から情報機関にマークされており、事件当時はAK-47のほかにも複数のナイフや拳銃を所持していた。
また、搭乗していたフランス人俳優のジャン＝ユーグ・アングラードは警報器を鳴らそうとしてガラスをたたき割り軽傷を負った。また、乗務員が乗務員室に逃げ込み、扉を施錠して閉じ籠ったこともあり乗客全員が殺害されることを覚悟したと述べている。
スペイン政府のテロ対策機関は、犯人が2014年まで7年間、スペインに居住しており、ベルギーには短期間居住し、フランスを経てシリアへの渡航歴があったことを公表している。

## 事件後の顕彰

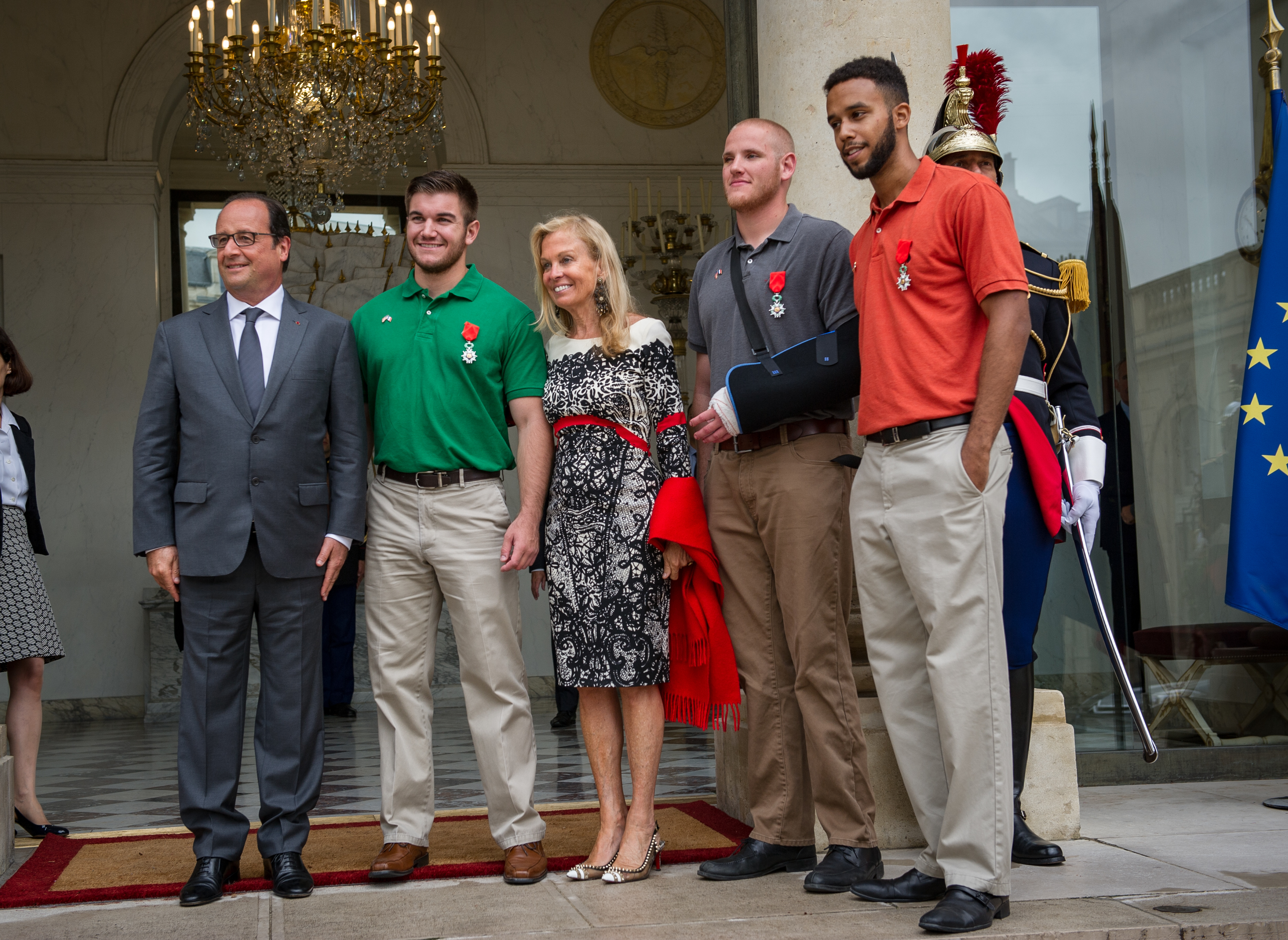
左から
仏大統領フランソワ・オランド
オレゴン州軍特技兵
在仏米国大使ジェーン・ハートレイ
米空軍軍曹
米国人大学生
（2015年8月24日エリゼ宮殿）

犯人を制圧したアメリカ人たちの行動に対して、フランスのベルナール・カズヌーヴ内務大臣は「非常事態において偉大な勇気を示した」と讃えた。また、第44代合衆国大統領バラク・オバマは「英雄的な行動で悲劇を防いだ」と称賛した。
アラス市からは勇気を讃えるメダルが授与された。フランス政府からはレジオン・ドヌール勲章が授与された。また、3人はバラク・オバマ大統領からホワイトハウスへ招待された。負傷した空軍軍曹には更にパープルハート章とエアマンズメダルが授与された。
事件後、兵士は再び軍務に復帰している。
本事件はクリント・イーストウッドの監督の下で『15時17分、パリ行き』というタイトルで2018年に映画化され、米兵2名と大学生は本人役で主演した。